# Mariga (Fluss)
Der Mariga ist ein rechter Nebenfluss des Kaduna im Nordwesten Nigerias. Er ist dessen größter und letzter größerer Zustrom.

## Verlauf
Der Fluss hat seine Quellen im Dreiländereck zwischen den Bundesstaaten Kaduna, Zamfara und Katsina, etwa 50 km südwestlich von Funtua. Er bildet in seinem Oberlauf die Grenze zwischen Kaduna und Zamfara und die zwischen dem Kamuku-Nationalpark und dem Kwiambana Game Reserve. Er verläuft zunächst in südwestlicher Richtung. Nach kurzem Weg schwenkt er nach Westen, um bald darauf nach Süden zu drehen. Der Mariga mündet gut 50 km nördlich von Bida in den Unterlauf des Kaduna.

## Hydrometrie
Die Durchflussmenge des Mariga wurde am Pegel Mariga bei einem großen Teil des Einzugsgebietes zwischen den Jahren 1966 bis 1973 in m³/s gemessen.